# مسجد قاره برني
مسجد قاره برني هو مسجد تونسي قديم، لم يعد له أثر، كان يقع وسط مدينة تونس العتيقة.

## الموقع
كان يقع في نهج الآغة، إحدى أنهج المدنية العتيقة.

## التسمية
لفظ قاره في التركية معناه أسود و البرني هو الباز.

## التاريخ
الأصل التركي للتسمية إضافة إلى موقعه قرب دار الآغة. يرجح أن هذا المسجد بني أيام كانت تونس تحت الحكم العثماني.